# Monica Raymund
Monica Raymund est une actrice américaine, née le 26 juillet 1986 à St. Petersburg en Floride.
Elle est révélée à la télévision par le rôle de Ria Torres dans la série policière Lie to Me (2009-2011) et joue ensuite le rôle récurrent de Dana Lodge, dans l'acclamée The Good Wife (2011-2012). 
Entre 2012 et 2018, elle confirme en tenant l'un des rôles principaux de la série dramatique Chicago Fire qui lui vaut l'Imagen Awards de la meilleure actrice de série télé. Elle incarne une ancienne ambulancière devenue pompier qui revient à sa première passion d'ambulancière. Gabriela Dawson apparaît également dans l'univers télévisuel créé par Dick Wolf pour les séries Chicago Police Department et Chicago Med, séries spin off.
En 2020, elle tient le rôle principal dans la série Hightown.

## Biographie

### Jeunesse et formation
Monica Maria Raymund est née le 26 juillet 1986 à St. Petersburg en Floride. Son père est un juif ashkénaze d'origine allemande, et sa mère est dominicaine. 
Elle a achevé ses études secondaires dans une école privée, la  Shorecrest Preparatory School (en) à St. Petersburg, Floride. Elle a ensuite obtenu un diplôme à la Juilliard School à New York.  
Elle a remporté le John Houseman Award pour Commitment and Dedication to the Development of Young American Actors. 

### Carrière
Après des débuts discrets, comme une intervention dans un épisode de la série policière New York, unité spéciale ainsi que des participations à des courts métrages, Monica Raymund décroche, à partir de 2009, le rôle qui l'a fait connaître au grand public dans la série télévisée policière Lie to Me. Elle incarne le personnage de Ria Torres aux côtés de Tim Roth jusqu'en 2011, puis enchaîne, la même année, avec l'acclamée The Good Wife, série dramatique portée par Julianna Margulies. 
Depuis 2012, elle incarne Gabriela Dawson dans la série Chicago Fire. Son interprétation est saluée et lui permet de remporter le prix de la meilleure actrice de série télé lors des Imagen Awards 2013. Elle est aussi citée pour le Teen Choice Awards de la meilleure actrice dans une série télévisée d'action. Dick Wolf, ayant créé un univers télévisuel à part entière, l'actrice est amené à reprendre son rôle de manière récurrente dans les autres shows développé par le créateur, Chicago PD et Chicago Med. 
Le 15 mai 2018, elle annonce quitter la série Chicago Fire car le personnage qu'elle incarne, Gabriella Dawson, apprend que toute grossesse pourrait lui être mortelle, et quitte la ville de Chicago pour Porto Rico afin de participer à une mission humanitaire. Elle aura tenu ce rôle durant 6 saisons.

### Vie privée
En juin 2011, Monica Raymund a épousé son fiancé Neil Patrick Stewart dont elle a divorcé en 2015.
L'actrice a effectué son coming-out public en février 2014, expliquant avoir découvert sa bisexualité à l'âge de 16 ans. Cette démarche s'inscrit dans la lignée de son engagement public de longue date en faveur des droits des minorités sexuelles. Elle explique être « out » depuis l'âge de 17 ans. 
Elle est officiellement en couple avec la directrice de la photographie Tari Segal, depuis mai 2015.

## Filmographie

### Cinéma

#### Courts métrages
- 2007 : Fighter de Sharon Barnes : Sarah
- 2008 : Love ? Pain de Han Tang
- 2012 : Fifty Grades of Shay de Nick Choksi : Une femme

#### Longs métrages
- 2012 : Arbitrage de Nicholas Jarecki : Reina, la petite amie de Jimmy
- 2013 : Brahmin Bulls de Mahesh Pailoor : Maya
- 2014 : Happy Baby de Stephen Elliott : Maria
- 2023 : L'Affaire de la mutinerie du Caine (The Caine Mutiny Court-Martial) de William Friedkin : lieutenant-commander Challeee

### Télévision

#### Séries télévisées
- 2008 : New York, unité spéciale : Trini Martinez (1 épisode)
- 2009-2011 - Lie to Me : Ria Torres (rôle principal - 48 épisodes)
- 2011 : Blue Bloods : Luisa Sosa (1 épisode)
- 2011-2012 : The Good Wife : Dana Lodge (rôle récurrent - saison 3, 9 épisodes)
- 2012 - 2018 : Chicago Fire : Gabriela Dawson (rôle principal)
- 2014 - 2018 : Chicago P.D (Chicago Police Department) : Gabriela Dawson (rôle récurrent)
- 2016 - 2018 : Chicago Med : Gabriela Dawson (rôle récurrent)
- 2017 : Special Kills : Monica (1 épisode)
- 2020 : Hightown : Jackie Quinones (rôle récurrent)
- 2025 : On Call : l'officier Maria Delgado (1 épisode)

### Productrice
- 2016 : The Submarine Kid d'Eric Bilitch (productrice exécutive)
- 2017 : Locating Silver Lake d'Eric Billitch (productrice exécutive)

### Réalisatrice
- 2016 : Hidden Tears: Tanya (court métrage)
- 2018 : New York, unité spéciale (Law and Order: Special Victims Unit) - 1 épisode
- 2020-2024 : FBI - 4 épisodes
- 2021-2024 : Hightown - 2 épisodes
- 2021 : New York, crime organisé (Law & Order: Organized Crime) - 1 épisode
- 2021 : The Sinner - 1 épisode
- 2022 : Power Book IV: Force - 1 épisode
- 2022 : The Endgame - 1 épisode
- 2022 : Trésors perdus : Le Secret de Moctezuma (National Treasure: Edge of History) - 1 épisode
- 2024 : Power Book II: Ghost - 1 épisode
- 2024-2025 : Dexter : Les Origines (Dexter: Original Sin) - 4 épisodes

## Distinctions
Sauf indication contraire ou complémentaire, les informations mentionnées dans cette section proviennent de la base de données IMDb.

### Récompenses
- Imagen Awards 2013 : Meilleure actrice de série télé pour Chicago Fire

### Nominations
- 15e cérémonie des Teen Choice Awards 2013 : Meilleure actrice dans une série télévisée d'action pour Chicago Fire
- Imagen Awards 2014 : Meilleure actrice de série télé dans un second rôle pour Chicago Fire
- Imagen Awards 2015 : Meilleure actrice de série télé pour Chicago Fire
- Imagen Awards 2016 : Meilleure actrice de série télé dans un second rôle pour Chicago Fire